# Gëlle Fra

Die Gëlle Fra von nahem, sie befindet sich auf einem Obelisk

Gëlle Fra (deutsch Goldene Frau) ist der geläufige Name des Monument du Souvenir, eines Mahnmals auf der Place de la Constitution in Luxemburg (Stadt). Es wurde 1923 vom Bildhauer Claus Cito geschaffen.

## Erbauungsgrund
Das Monument wurde 1923, nach dem Ersten Weltkrieg, zum Gedenken an die Luxemburger errichtet, die freiwillig in den französischen und belgischen Armeen gedient hatten und im Ersten Weltkrieg gefallen waren. Es steht für den Frieden, den Sieg und die Nation, die an ihre Kriegshelden erinnert.
Vergleichbar sind die Siegessäule in Berlin (1873) und andere damals in (Haupt-)Städten aufgestellte Siegessäulen. Die Gëlle Fra ist eine der zuletzt entstandenen Siegessäulen in dieser Reihe und dennoch keine Kopie der Vorgängerstatuen, sondern ein eigenständiges Kunstwerk des luxemburgischen Bildhauers Claus Cito.

## Die Skulptur

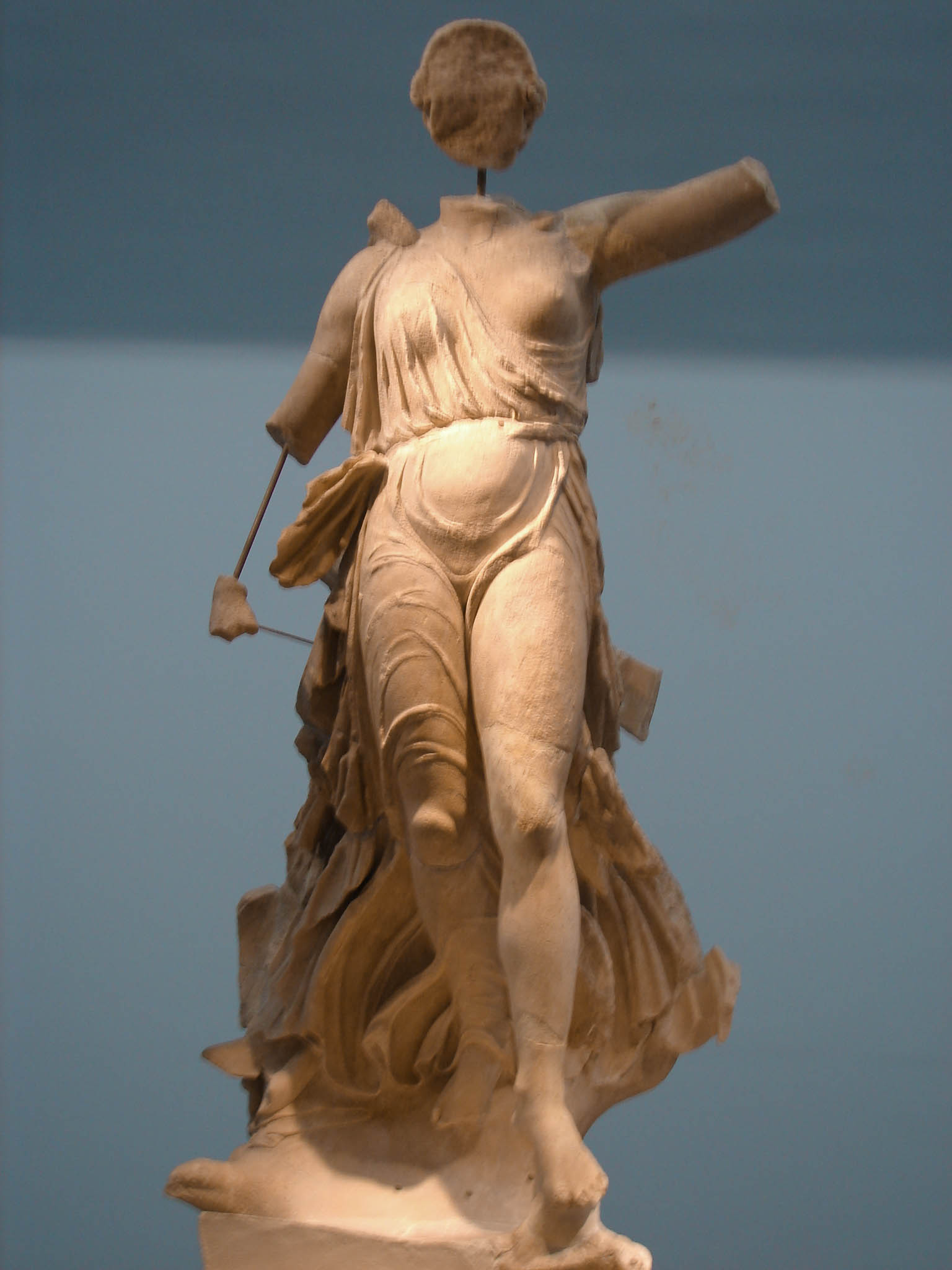
Nike von Paionios

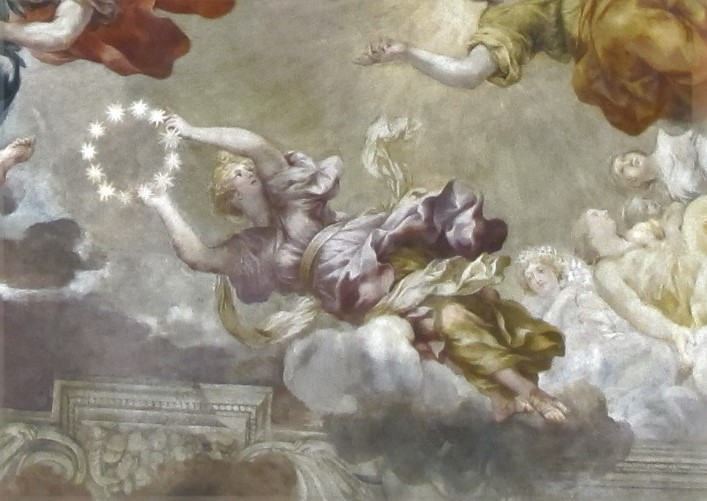
Maria mit Sternenkranz im Palazzo Barberini

Die Skulptur ist eine vergoldete Bronzestatue. Antikes Vorbild könnte die 1875 von deutschen Archäologen ausgegrabene antike Göttin Nike des Paionios sein, die heute im Archäologischen Museum Olympia zu sehen ist.
Im Gegensatz zur 1863 von den Franzosen ausgegrabenen Nike von Samothrake und deren künstlerischen Variationen in Form zahlreicher Siegessäulen mit Siegesengeln, stellt Claus Citos die Freiheitsgöttin Libertas dar, welche keine Flügel hat.
Der luxemburgische Bildhauer mit italienischen Wurzeln wollte eine personifizierte Nationalallegorie schaffen und hat hierfür eine Mischung aus Libertas und Maria mit Sternenkranz abgebildet, die auf einem italienischen Deckenfresko des Barock-Malers Pietro da Cortona im Palazzo Barberini in Rom zu sehen ist. Anstatt des Sternenkranzes lässt Cito seine Figur in derselben Pose wie die apokalyptische Maria den Lorbeerkranz in die Höhe halten. Die Bronzefiguren am Sockel, ein gefallener Freiheitskämpfer und ein sitzender Trauernder, sind in klassisch antiker Kleidung dargestellt um jede politische Uniform zu vermeiden und dem Mahnmal eine universelle Gültigkeit zu verleihen.
Diese freie künstlerische Darstellung hat durch die Wahl des Standortes auf der Bastion Beck, in unmittelbarer Nähe zur Kathedrale der Lieben Frau von Luxemburg, 1923 heftige Kritik seitens des Klerus ausgelöst. Dazu muss man wissen, dass die Luxemburger Kathedrale 1621 der unbefleckten Empfängnis Mariens geweiht worden ist und im Barock die Figur der Maria mit dem Sternenkranz zum kirchlichen Symbol des Dogmas der unbefleckten Empfängnis Mariens geworden ist.
Für den Klerus Luxemburgs war Citos Mischung aus antiker Göttin und der Maria deshalb eine ästhetische und künstlerische Ungeheuerlichkeit. Zudem wurde das am Körper der Skulptur klebende Kleid als die reinste Nudität kritisiert.
Bis 2015 war unbekannt, welcher weibliche Körper dem Bildhauer Claus Cito als Modell für die Gëlle Fra gedient hatte. Bis dahin hatte man ein namentlich unbekanntes Modell aus Brüssel als Vorlage für die Gëlle Fra angenommen.
Ein Luxemburger Lokalhistoriker veröffentlichte 2015 im Luxemburger Wort, seine eigene Tante, die damals dreiundzwanzig Jahre alte Bäckersfrau Suzanne Marx–Wildschütz vom Bäcker direkt gegenüber der Werkstatt von Claus Cito in Niederkerschen habe ihm in Wahrheit Modell gestanden und das sei bis zu ihrem Tod ein Familiengeheimnis gewesen. Es soll auch ihr Mann, der Bäcker Joseph Marx, gewesen sein, der damals den Entwurf der Gëlle Fra auf seinem Pferdewagen in die Hauptstadt beförderte.

## Geschichte
Von 1923 bis zum 21. Oktober 1940 symbolisierte die Gëlle Fra für die Bevölkerung die Freiheit und Unabhängigkeit des Luxemburger Landes.
Nach dem Überfall der deutschen Wehrmacht 1940 wurde Luxemburg als CdZ-Gebiet Luxemburg unter Leitung von Gustav Simon gestellt. Vom 19. bis 21. Oktober 1940 gab es mehrere Versuche der Zivilverwaltung, das Monument der Gëlle Fra zu zerstören, was immer wieder am zivilen Widerstand der Luxemburger scheiterte. Luxemburger Baufirmen und deren Arbeiter verweigerten den Abriss, Protestversammlungen von überwiegend jungen Luxemburgern wurden gewaltsam aufgelöst und ein drei Meter hoher Bretterzaun um das Areal der Gëlle Fra gebaut. Am Nachmittag des 21. Oktober 1940 wurde die Gëlle Fra mit Hilfe einer Dampfwalze und Stahlseilen umgerissen. Die Bronzefiguren am Sockel konnten vorher von einer Luxemburger Baufirma gerettet werden, die goldene Figur zerbrach jedoch in drei Teile, wurde aber von unbekannten Luxemburgern gerettet und versteckt.
35 Jahre lang blieb die Gëlle Fra verschollen, bis man sie im Januar 1980 unter der Tribüne des Josy-Barthel-Stadions wiederfand. Nach umfassenden Restaurierungsarbeiten konnte sie am 23. Juni 1985 im Beisein des Großherzogs Jean und der Regierung neu eingeweiht werden.
Durch die Erlebnisse des Krieges und seine Geschichte erhielt das Denkmal eine neue Bedeutung. Heute erinnert das Denkmal an die Gefallenen des Ersten und Zweiten Weltkrieges sowie an gefallene Luxemburger des Koreakrieges. Die Gëlle Fra ist das nationale luxemburgische Symbol für Freiheit und Widerstand des Luxemburger Volkes.
2010 reiste die Gëlle Fra in einer Holzkiste gut verpackt per Flugzeug nach Shanghai zur Weltausstellung, wo sie sechs Monate im Luxemburg Pavillon stand. Vorher hatte man sicherheitshalber einen exakten Abguss anfertigen lassen und die Figur selbst neu vergoldet.

## Künstlerische Aktionen
2001 ließ die kroatische Künstlerin Sanja Iveković ihre schwangere Variante der Gëlle Fra als „Lady Rosa of Luxemburg“ auf einem Obelisken neben dem Original aufstellen.
Das führte zu Diskussionen und zu heftiger Kritik, weil so manchem Luxemburger bekannt war, dass die Gëlle Fra zum Teil auch eine Mariendarstellung ist und eine schwangere Maria ein Angriff auf das Dogma der jungfräulichen Geburt darstellt.

## Ähnliche Siegesstatuen
Alle anderen, weltweit bekannten griechischen und römischen Siegesgöttinnen auf Säulen, Dächern und Brunnen, sind mit Flügeln abgebildet, die an Friedensengel erinnern, bis auf eine Ausnahme in den USA, dem Dewey Monument, das eine Mischung aus der Göttin Viktoria mit dem Attribut des Neptun darstellt.
Die Siegesgöttin Nike auf dem Siegesdenkmal in Freiburg im Breisgau hat zwar Flügel, trägt aber den Siegeskranz mit beiden Armen über dem Kopf und steht auf einer Kugel. Deshalb ist die Freiburger Nike die zuerst kreierte Siegesgöttin mit Anspielung an eine auf der Weltkugel stehenden Maria mit dem Sternenkranz. Die Gëlle Fra Luxemburgs erinnert an die italienische Maria mit dem Sternenkranz und ist weltweit die einzige in ihrer Art ohne Flügel.
- 1832, Hannover, Waterloosäule, 46 Meter hoch
- 1873 Berlin, Goldelse, Berliner Siegessäule, 67 Meter hoch
- 1876 Siegesdenkmal (Freiburg im Breisgau), ohne Obelisk
- 1879 Siegessäule Hakenberg, 23 Meter hoch
- 1886 Kopenhagen, Ivar-Huitfeldt-Säule,
- 1890 Wien Liebenberg-Denkmal, 9 Meter hoch
- 1899, München, Friedensengel, 23 Meter hoch
- 1902, Wien, Pallas-Athene-Brunnen (Wien) Brunnen
- 1903, San Francisco, Dewey Monument, 25 Meter hoch
- 1910, Mexiko-Stadt, El Ángel de la Independencia, 36 Meter hoch
- 1911, London Victoria Memorial, 26 Meter hoch
- 1914, Kuba Gran Teatro de La Habana auf dem Dach
- 1919, England, Aberystwyth Castle
- 1923, Luxemburg, Gëlle Fra, 21 Meter hoch
- 1924, Washington, First Division Monument
- 1953, Ukraine, Constitution Square
- 1996, Moskau, Obelisk Pobedy, Nike, 141 Meter hoch

## Kranzniederlegungen an derGëlle Frain Luxemburg (Termine)
Jährlich am 10. September: Es ist das Datum, an dem die Hauptstadt Luxemburg 1944 von der 5. US-Panzerdivision befreit wurde.
Die Regierung und die Gemeindeverwaltung Luxemburgs organisieren jährlich am 10. September eine Gedenkfeier mit Kranzniederlegungen. Anwesend sind Regierungsmitglieder, die Luxemburger Armee mit Militärkapelle, patriotische Vereinigungen und besondere Persönlichkeiten.
Jährlich am 21. September: Die Zollverwaltung feiert an diesem Tag ihren Schutzpatron, den Heiligen Matthäus. Vor dem Gottesdienst in der Kathedrale findet an der Gëlle Fra eine feierliche Kranzniederlegung der Zöllner in Galauniform statt.